# Каше (Марказі)
Каше (перс. كشه) — село в Ірані, у дегестані Куг-Панаг, у Центральному бахші, шагрестані Тафреш остану Марказі. За даними перепису 2006 року, його населення становило 187 осіб, що проживали у складі 59 сімей.

## Клімат
Середня річна температура становить 11,69 °C, середня максимальна – 31,34 °C, а середня мінімальна – -10,42 °C. Середня річна кількість опадів – 243 мм.
| Клімат поселення                              | Клімат поселення | Клімат поселення | Клімат поселення | Клімат поселення | Клімат поселення | Клімат поселення | Клімат поселення | Клімат поселення | Клімат поселення | Клімат поселення | Клімат поселення | Клімат поселення | Клімат поселення |
| Показник                                      | Січ.             | Лют.             | Бер.             | Квіт.            | Трав.            | Черв.            | Лип.             | Серп.            | Вер.             | Жовт.            | Лист.            | Груд.            |                  |
| Середній максимум, °C                         | 7,30             | 8,73             | 13,34            | 18,86            | 23,54            | 30,35            | 31,34            | 30,11            | 26,09            | 20,20            | 13,32            | 7,95             |                  |
| Середня температура, °C                       | −1,57            | −0,14            | 4,48             | 10,01            | 14,67            | 21,48            | 25,04            | 23,81            | 19,81            | 13,92            | 7,04             | 1,68             |                  |
| Середній мінімум, °C                          | −10,42           | −8,98            | −4,39            | 1,16             | 5,80             | 12,63            | 18,75            | 17,52            | 13,52            | 7,62             | 0,73             | −4,62            |                  |
| Норма опадів, мм                              | 33               | 34               | 45               | 34               | 29               | 4                | 1                | 1                | 0                | 9                | 21               | 32               |                  |
| Середньомісячна швидкість вітру, м/с          | 1.32             | 1.90             | 2.70             | 2.85             | 2.53             | 2.33             | 2.40             | 2.23             | 2.20             | 1.96             | 1.90             | 1.20             |                  |
| Середньомісячна сонячна радіація, кДж/м²·день | 9245             | 12343            | 14903            | 18309            | 22313            | 26816            | 26055            | 24036            | 20850            | 15495            | 11016            | 9014             |                  |
| --------------------------------------------- | ---------------- | ---------------- | ---------------- | ---------------- | ---------------- | ---------------- | ---------------- | ---------------- | ---------------- | ---------------- | ---------------- | ---------------- | ---------------- |
| Джерело:                                      |                  |                  |                  |                  |                  |                  |                  |                  |                  |                  |                  |                  |                  |